# Linia kolejowa Brześć – Wysokie Litewskie
Linia kolejowa Brześć – Wysokie Litewskie – linia kolejowa na Białorusi łącząca stację linii Moskwa - Mińsk - Brześć Brześć Centralny ze stacją Wysokie Litewskie i z przejściem granicznym z Polską.
Powstała w XIX w. jako część Kolei Brzesko-Grajewskiej. Przed II wojną światową położona była w Polsce.
Znajduje się w obwodzie brzeskim. Nie jest zelektryfikowana.